# یاولی، جیانگشی
یاولی، جیانگشی (به لاتین: Yaoli) یک شهرک در جمهوری خلق چین است که در Fuliang County واقع شده‌است. یاولی ۱۱۴ متر بالاتر از سطح دریا واقع شده‌است.